# Mansle-les-Fontaines
Mansle-les-Fontaines község Franciaország Új-Aquitania régiójában, Charente megyében. Új községként 2023. január 1-jén jött létre két korábbi község: Mansle és Fontclaireau egyesítésével. Lakosainak száma 2092 fő (2022. január 1.).

## Népesség
| Lakosok száma | 1681 | 2105 | 2092 |
|               | 2020 | 2021 | 2022 |